# Melchior Doze
Pour les articles homonymes, voir Doze.
Melchior (Jean-Marie) Doze, né le 16 décembre 1827 à Uzès, mort le 10 avril 1913 à Nîmes, est un peintre français.

## Biographie
À la suite du décès prématuré de son époux, Auguste Lambert Doze, la mère de Melchior Jean-Marie , née Marie-Antoinette Mercier, quitte Uzès début 1830 pour s'établir à Nîmes. Dès l'âge de quinze ans, le jeune Melchior entre à l'école de dessin de la ville, dirigée alors par Numa Boucoiran. Il se perfectionne ensuite en peinture auprès d'Hippolyte Flandrin, venu à Nîmes pour décorer la toute nouvelle église Saint-Paul, puis, tout jeune, expose d'abord à Nîmes où il obtient en 1849 une médaille de bronze pour L'Innocence protégée et Jésus donnant ses pouvoirs à Saint-Pierre, mais aussi à Montpellier, Marseille et Lyon.
La première œuvre à le faire véritablement connaître, alors qu'il n'a que vingt-cinq ans, est une Visitation, d'abord présentée à Nîmes en 1852, puis exposée à Paris à l'exposition universelle de 1855, pour enfin orner la collégiale Notre-Dame-des-Pommiers à Beaucaire (Gard). En 1857, il rencontre Joseph Félon venu à Nîmes surveiller la réalisation, d'après ses cartons, des vitraux de l'église Sainte-Perpétue-et-Sainte-Félicité, et bénéficie de ses conseils. En 1862, profitant des vacances, et grâce à la recommandation de monseigneur Plantier, il retrouve, douze ans plus tard, Hippolyte Flandrin à son atelier où il achève son perfectionnement.
S'étant presque entièrement consacré à la peinture religieuse, Melchior Doze décore de nombreuses églises du département du Gard. Il a également dessiné les cartons des deux premières mosaïques de la basilique Notre-Dame-du-Rosaire à Lourdes : La Nativité en 1893 et L'Annonciation en 1895. Se distinguant par le caractère hiératique des personnages, ce sont les deux premières en date des quinze mosaïques de la basilique illustrant les mystères du Rosaire.
Il réalise quelques portraits dont deux sont exposés à l'Académie de Nîmes, dont il est membre de 1874 à sa mort : M.E. Geermer Durand et Mgr Fléchier, évêque de Nîmes.
En 1851, il est nommé professeur-suppléant à l'école municipale de dessin (par décret municipal du 17 mars 1851). Il est également nommé professeur de dessin au lycée de Nîmes par décret du 22 mars 1855 et le reste jusqu’en 1886. À la suite du décès de Numa Boucoiran, il est promu, par arrêté du 4 mars 1875, directeur de l'école de dessin (poste qu'il conservera jusqu'à la fin de l'année 1880) et conservateur du musée de Nîmes.
De 1861 à 1879, il expose au Salon de Paris, essentiellement des sujets religieux. Durant l'année 1881 et suivante, il prend des cours auprès de l'artiste peintre, devenu professeur, Édouard-Antoine Marsal (1845-1929).
En 1862, il adhère au Félibrige.
Il repose au cimetière Saint-Baudile de Nîmes.

Mosaïques de la basilique  Notre-Dame-du-Rosaire à Lourdes
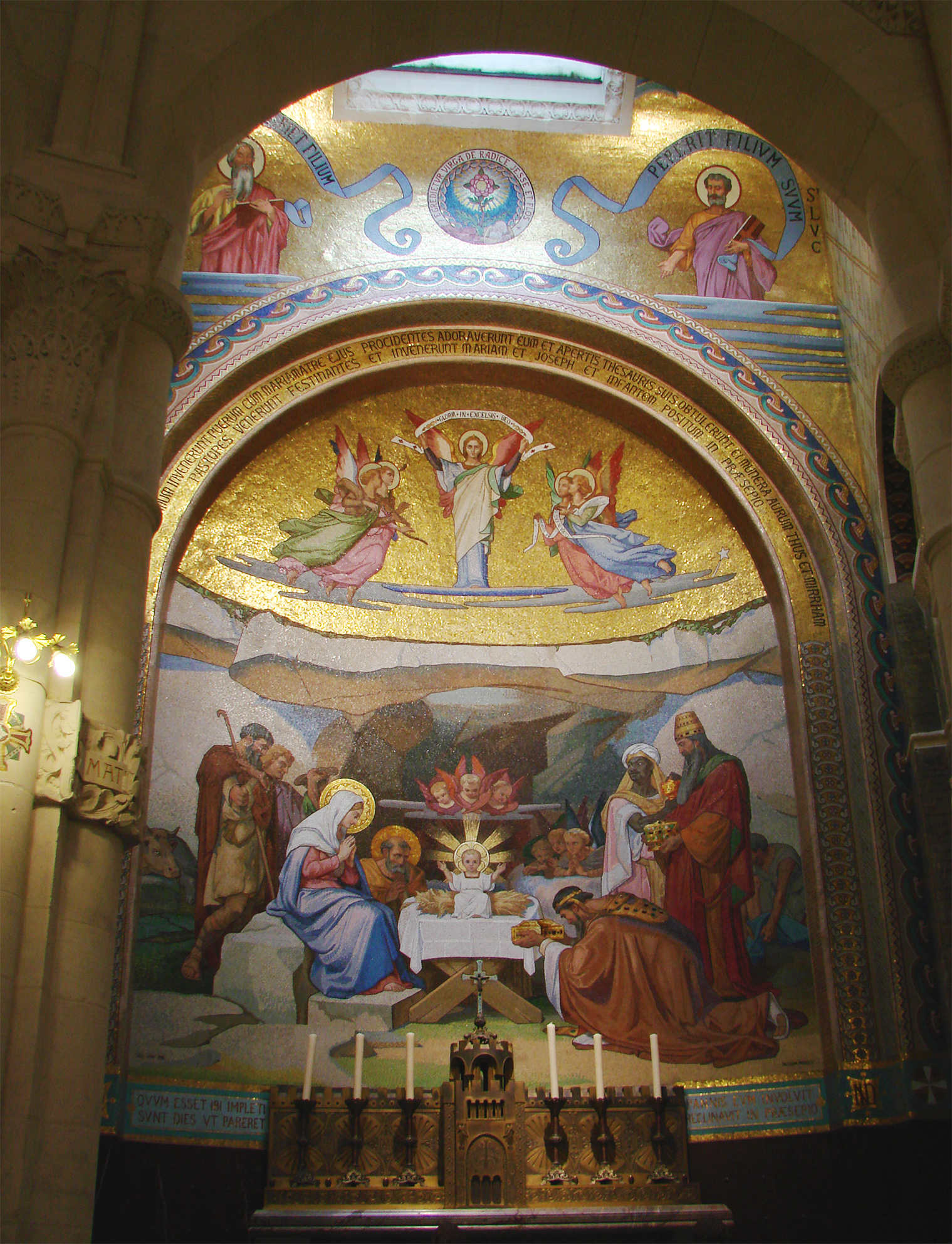
Mosaïque de La Nativité.
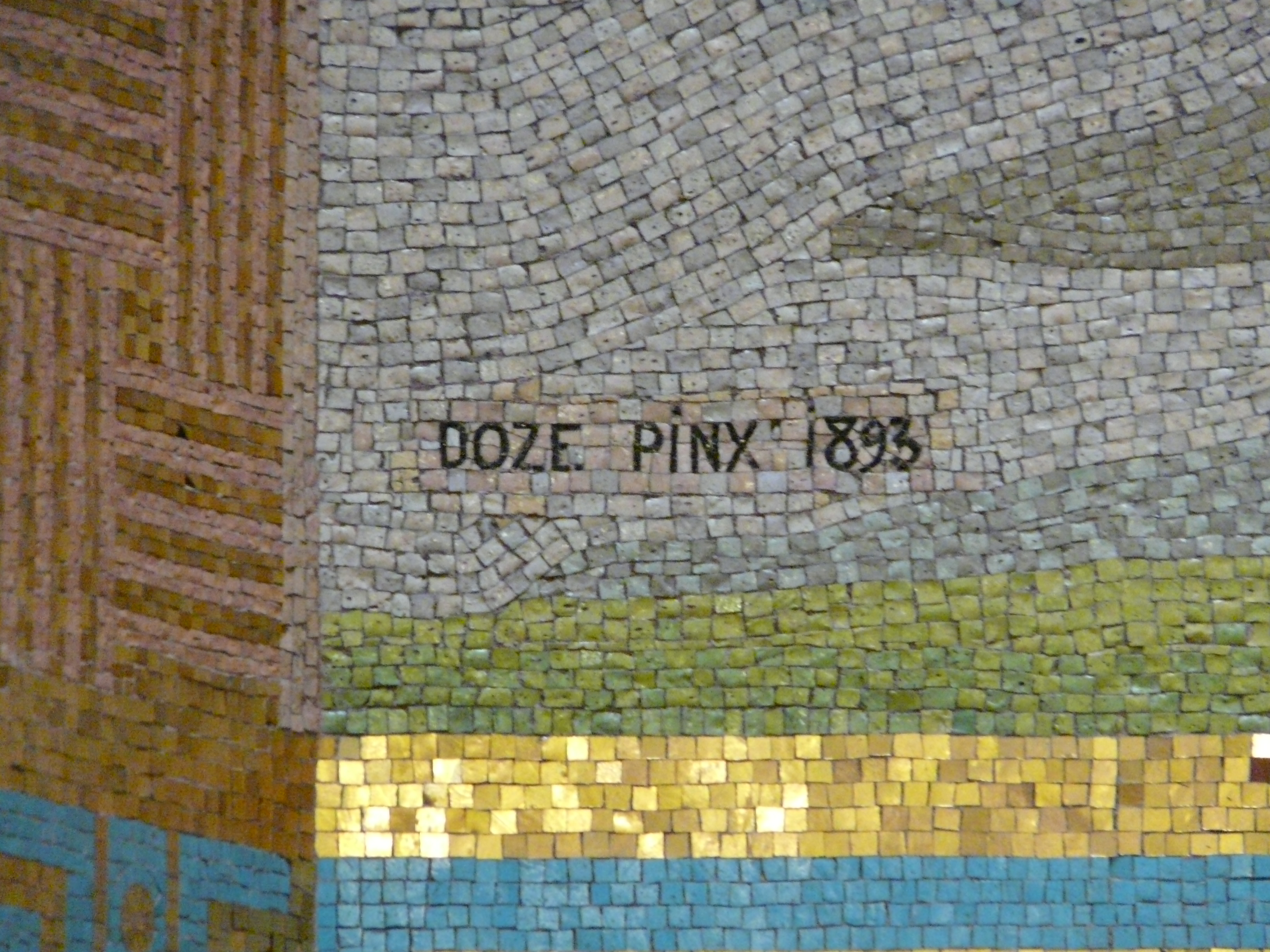
Signature sur la mosaïque de La Nativité.
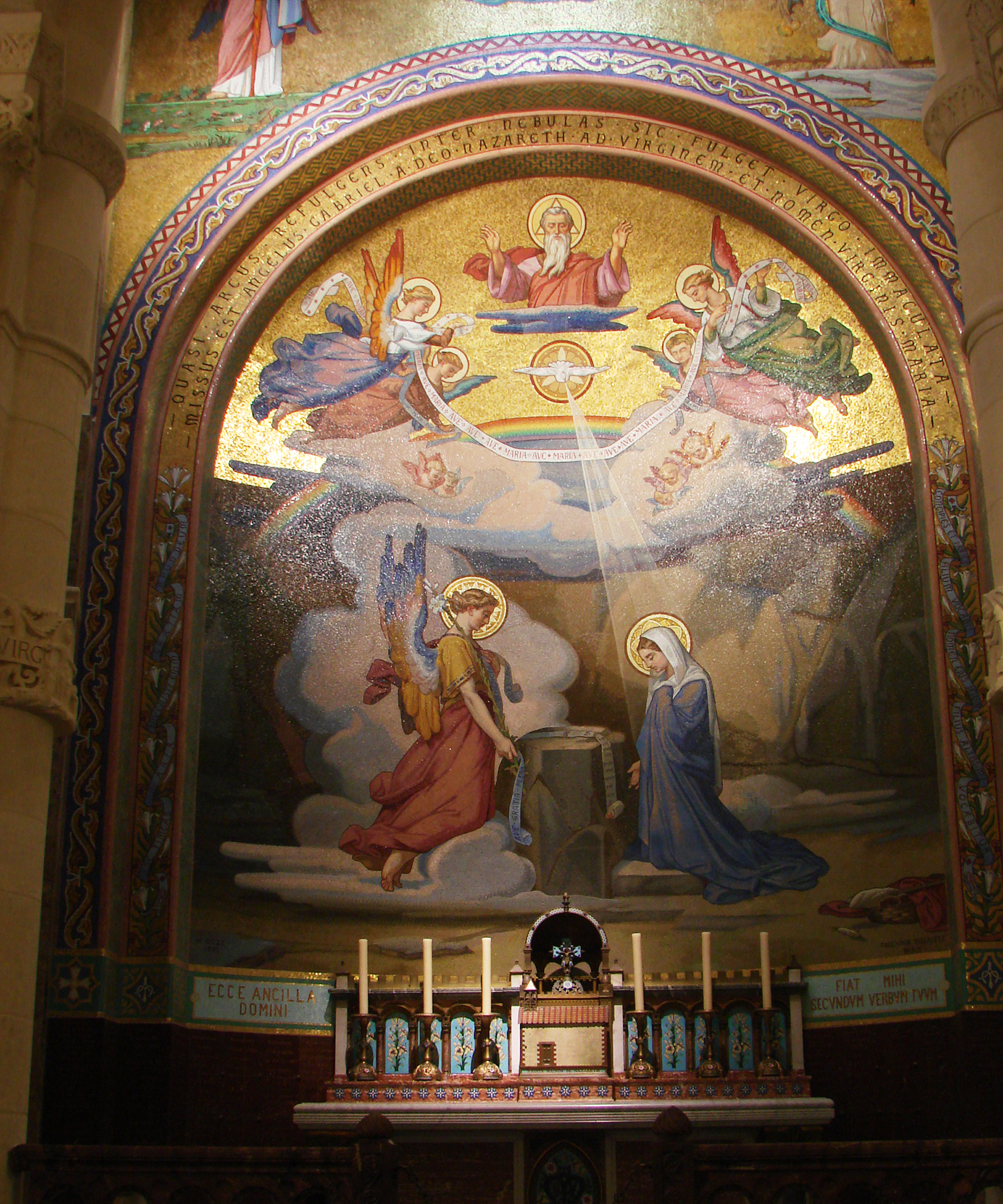
Mosaïque de L'Annonciation.
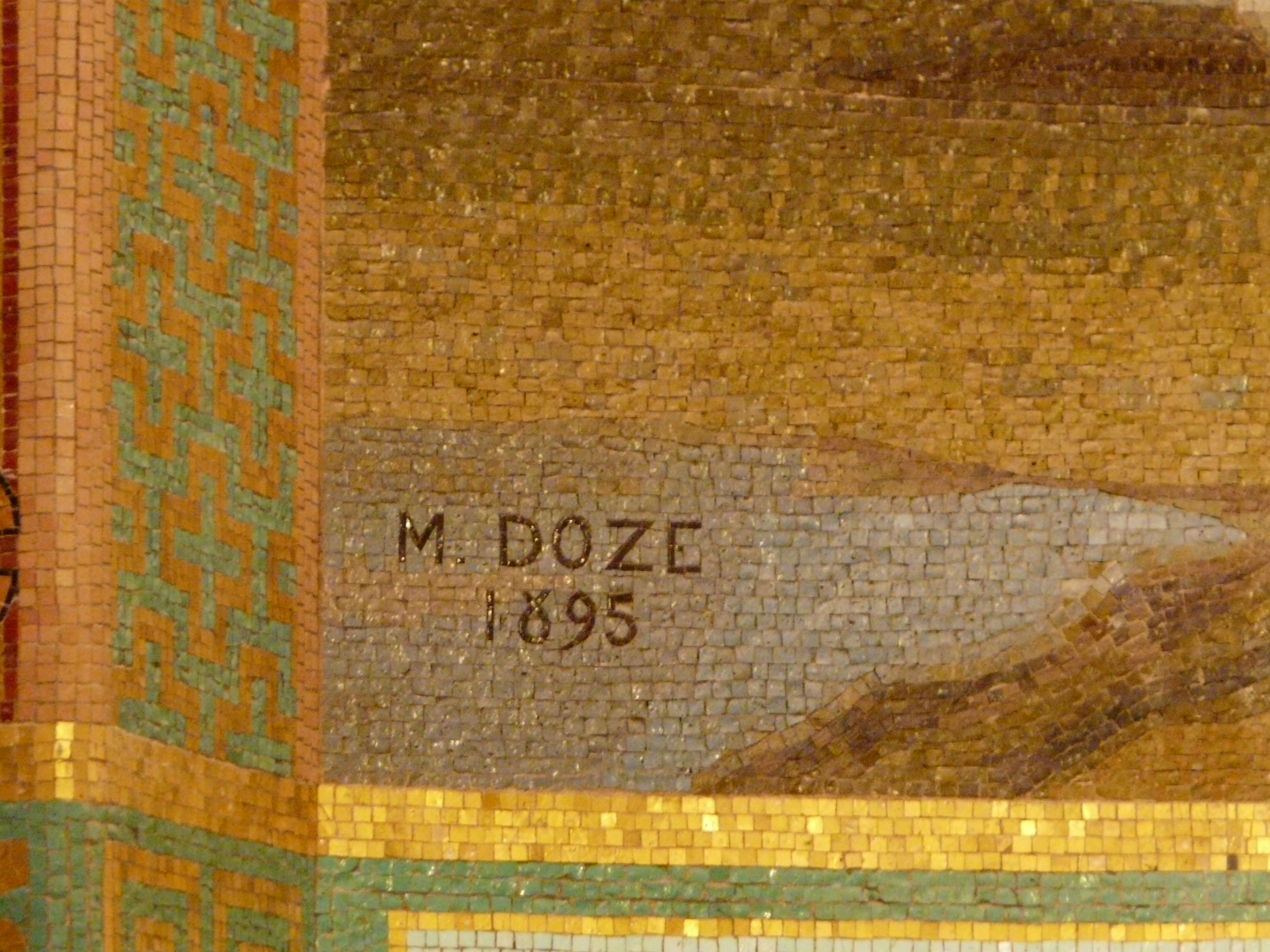
Signature sur la mosaïque de L'Annonciation.

## Son œuvre

### Œuvres dans les collections publiques
- Beauvais, musée de l'Oise : Le Lépreux guéri et reconnaissant, huile sur papier vélin marouflé sur toile, vers 1863, esquisse d'une toile présentée au Salon de 1864 et conservée au musée des Beaux-Arts de Nîmes[P 1].
- Cosne-Cours-sur-Loire, musée de la Loire : Fillette accoudée, sanguine sur papier marouflé, 1872, dédicacée à Achille Millien[P 2].
- Montpellier, musée Fabre :
  - La Sainte Famille, dessin à la mine de plomb sur papier ocre, 1856, dédicacé au poète Jules Canonge[P 3] ;
  - Les saints Philippe & Barthélémy, dessin à la mine de plomb sur papier blanc, 1864, provenant de la collection de Jules Canonge[P 4].
- Nîmes, musée des Beaux-Arts : 
  - Le Lépreux guéri et reconnaissant, huile sur toile, présentée au Salon de 1864.
  - Visitation, huile sur toile, 1869, présentée au Salon de 1869.

### Œuvres dans les édifices religieux
- Beaucaire (Gard), collégiale Notre-Dame-des-Pommiers : La Visitation, huile sur toile, inscrite au titre des monuments historiques[P 5] ;
- Marguerittes, église : ensemble de cinq huiles sur toile ornant le chœur, 1877 : Jésus en Bon Pasteur confiant à Pierre son troupeau, Jésus marchant sur les eaux secourant Pierre, Pierre pleurant après l'Arrestation du Christ, Pierre délivré de sa prison, et Pierre guérissant un boiteux à la porte du temple, classé au titre des monuments historiques[P 6] ;
- Montpezat (Gard), église Saint-Sébastien : Saint Sébastien, huile sur toile, 1890, classée au titre des monuments historiques[P 7] ;
- Montélimar, collégiale Sainte-Croix : La Mort de Saint Joseph, huile sur toile, 1868, inscrite MH[P 8] ;
- Nîmes : 
  - Église Saint-Charles : ensemble de deux panneaux sur toile marouflée représentant d'un côté deux saintes femmes et de l'autre deux saints, 1861, inscrit au titre des monuments historiques[P 9] ;
  - Cathédrale Notre-Dame-et-Saint-Castor :
    - L'Annonciation, huile sur toile, 1865, dans la chapelle absidiale médiane dite du Rosaire ou de l'Immaculée Conception, classée au titre des monuments historiques[P 10] ;
    - Saint Louis mourant remettant ses pouvoirs à son fils Philippe, huile sur toile, 1883, classée au titre des monuments historiques[P 11] ;
    - L'Extase de saint Firmin, huile sur toile, 1883, classée au titre des monuments historiques[P 12] ;
    - L'Éducation de la Vierge, huile sur toile, 1883, classée au titre des monuments historiques[P 13] ;
    - Saint Roch, huile sur toile, retable de l'autel latéral de la chapelle du Saint-Sacrement ;
- Saint-Gilles-du-Gard, abbatiale : Saint Gilles surpris dans sa retraite par le roi Wamba, huile sur toile, 1878, classée au titre des monuments historiques[P 14] ;
- Sernhac, église : L'Immaculée Conception, tableau du retable de l'autel de la Vierge, huile sur toile, inscrite au titre des monuments historiques[P 15] ;
- Sumène, église Notre-Dame : 
  - Le Christ entouré de divers personnages, huile sur toile, 1900, inscrite au titre des monuments historiques[P 16] ;
  - Ensemble de huit panneaux peints représentant la Vie et la Mort de la sainte Vierge réalisé par Doze de 1889 à 1891 pour décorer le sanctuaire de l'église tout nouvellement restaurée, inscrit au titre des monuments historiques[P 17].

## Galerie

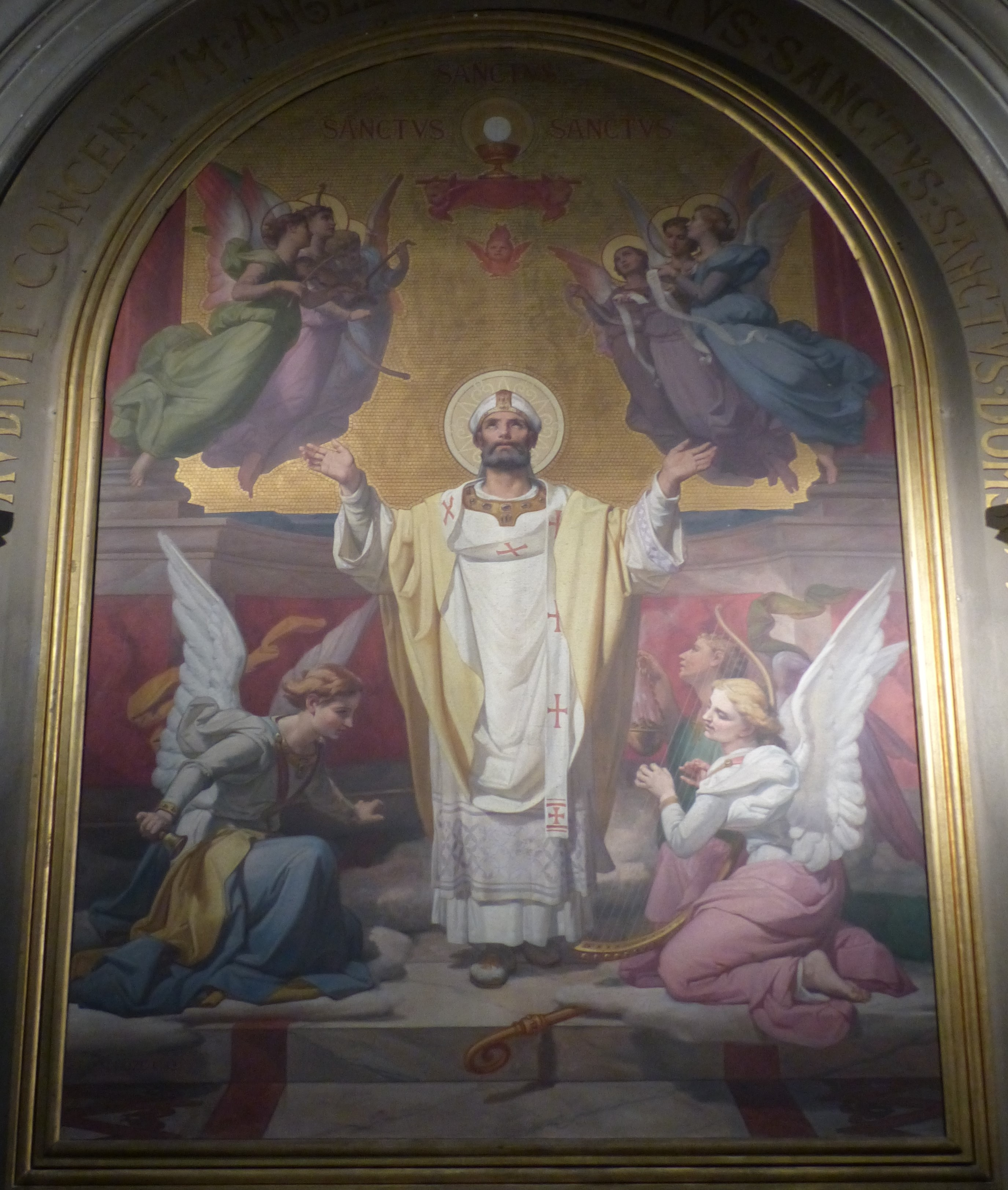
Nîmes, cathédrale, L'Extase de saint Firmin.
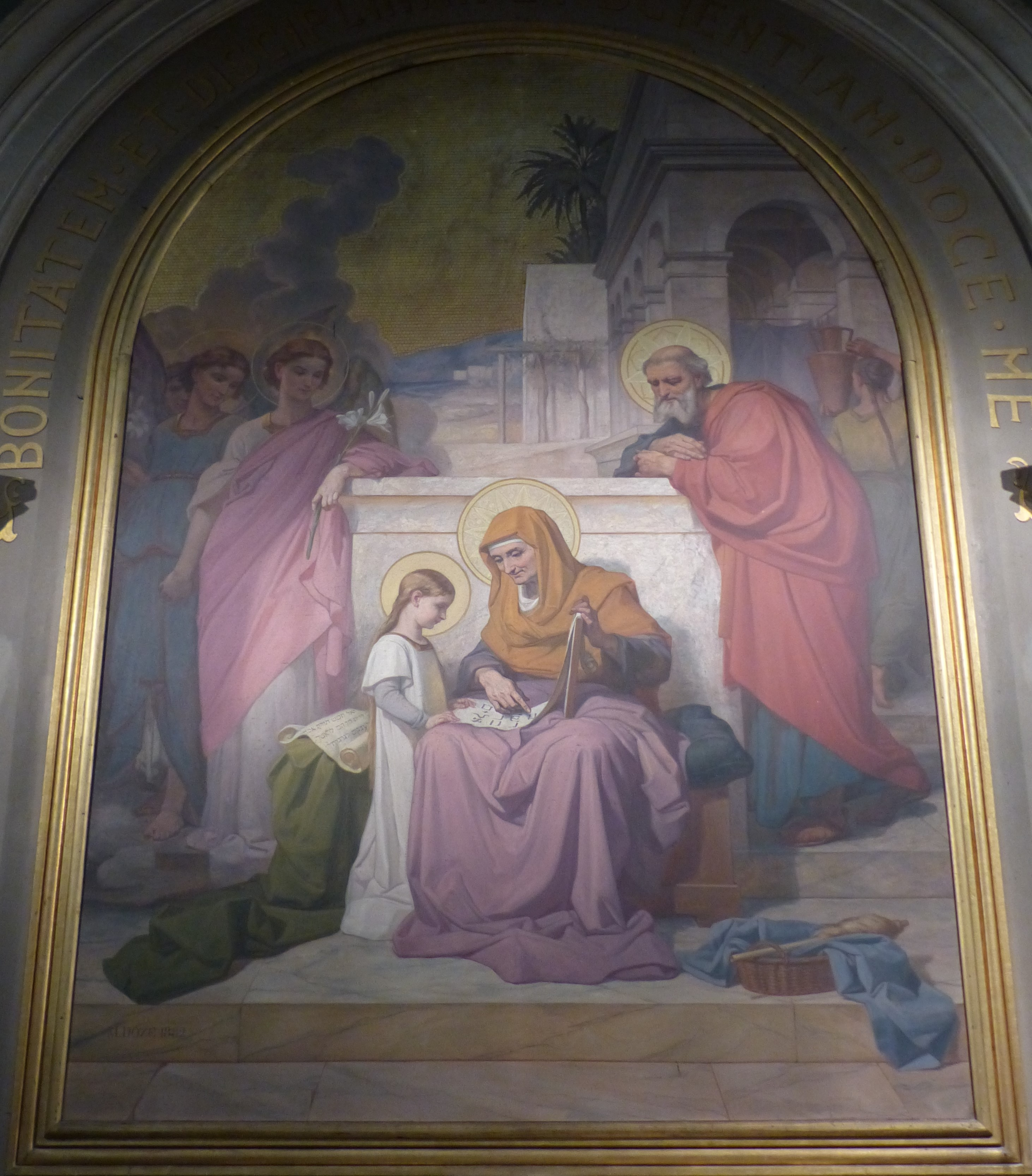
Nîmes, cathédrale, L'Éducation de la Vierge.
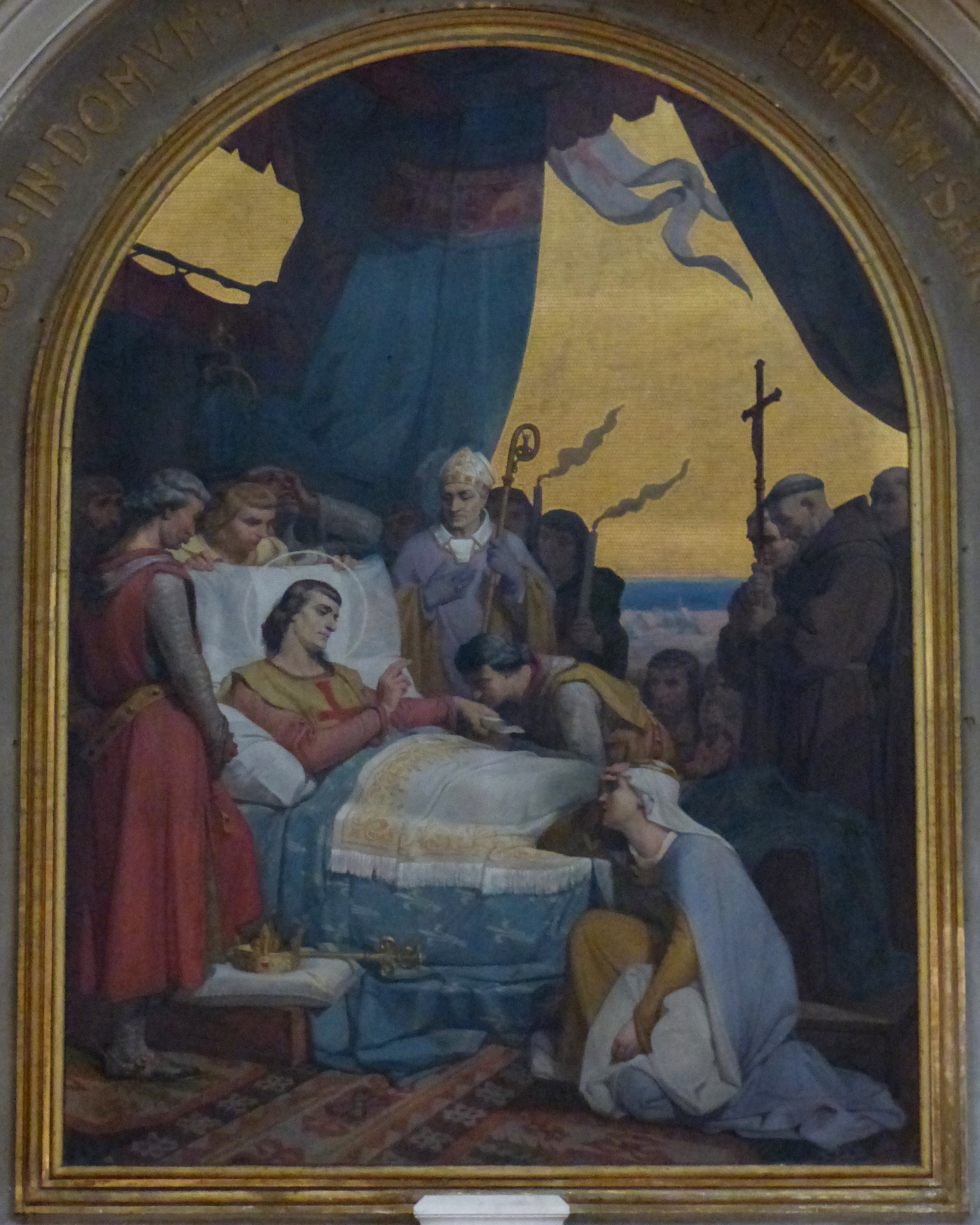
Nîmes, cathédrale, La Mort de saint Louis.
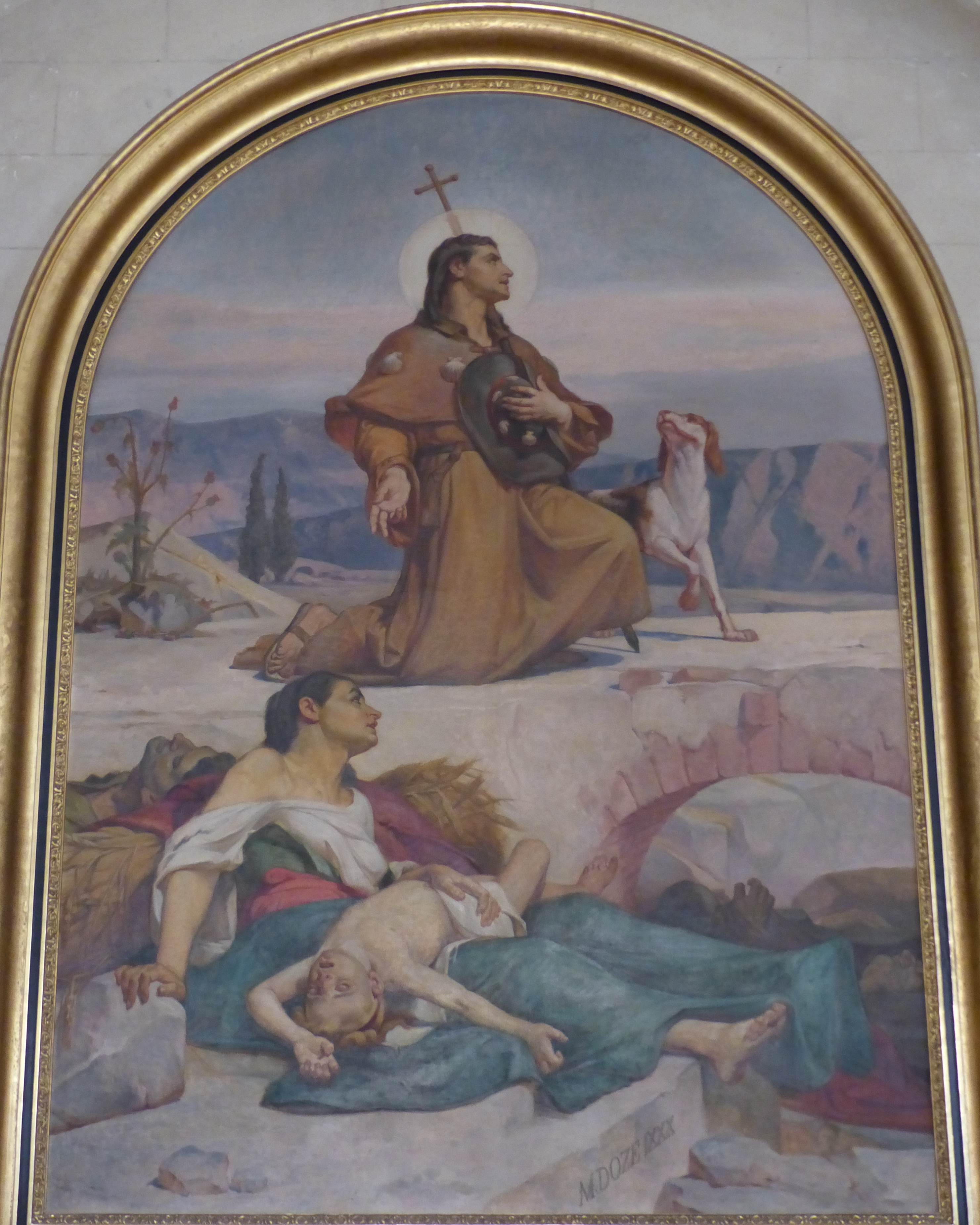
Nîmes, cathédrale, Saint Roch.
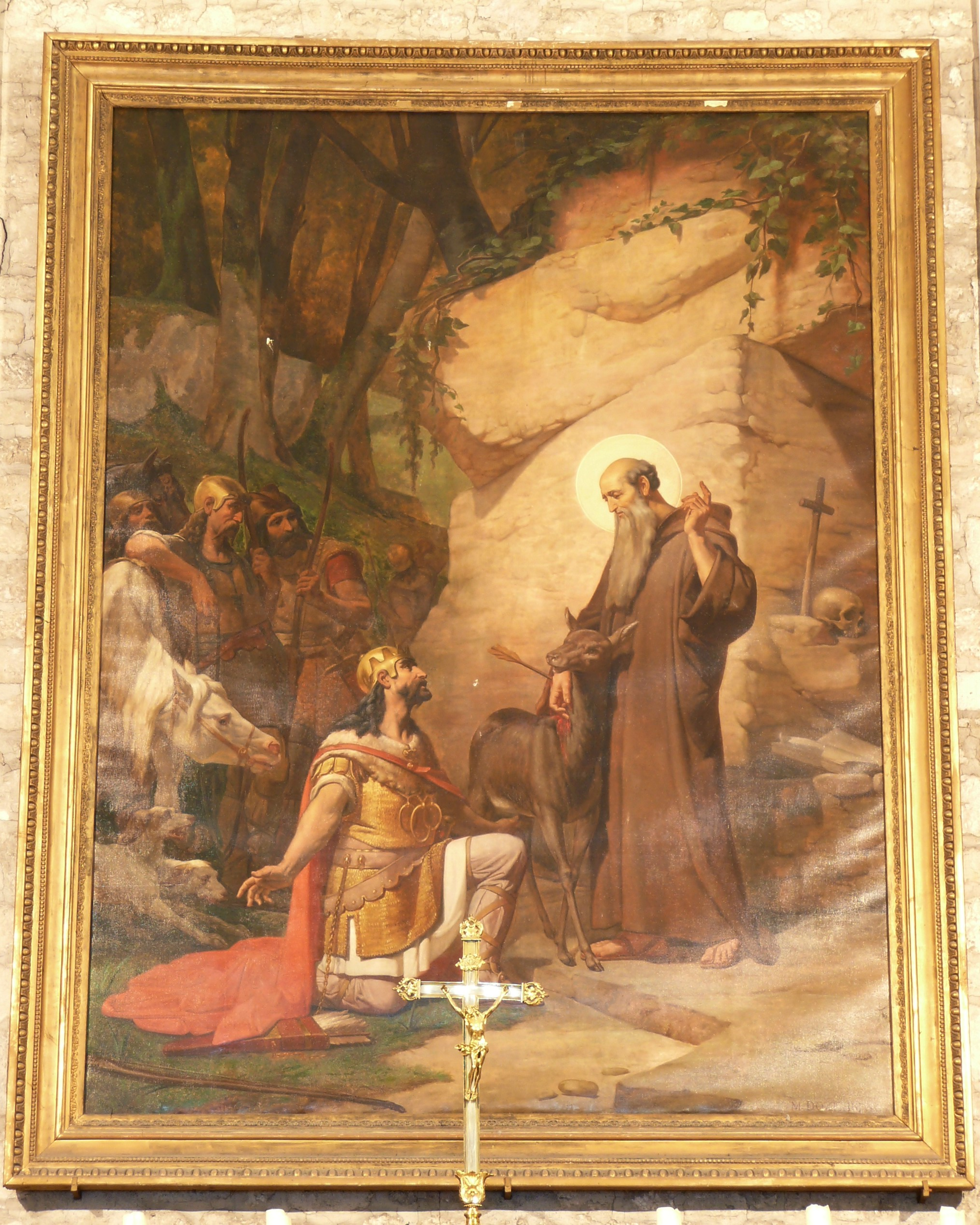
Saint-Gilles-du-Gard, abbatiale, Saint Gilles et le roi Wamba.
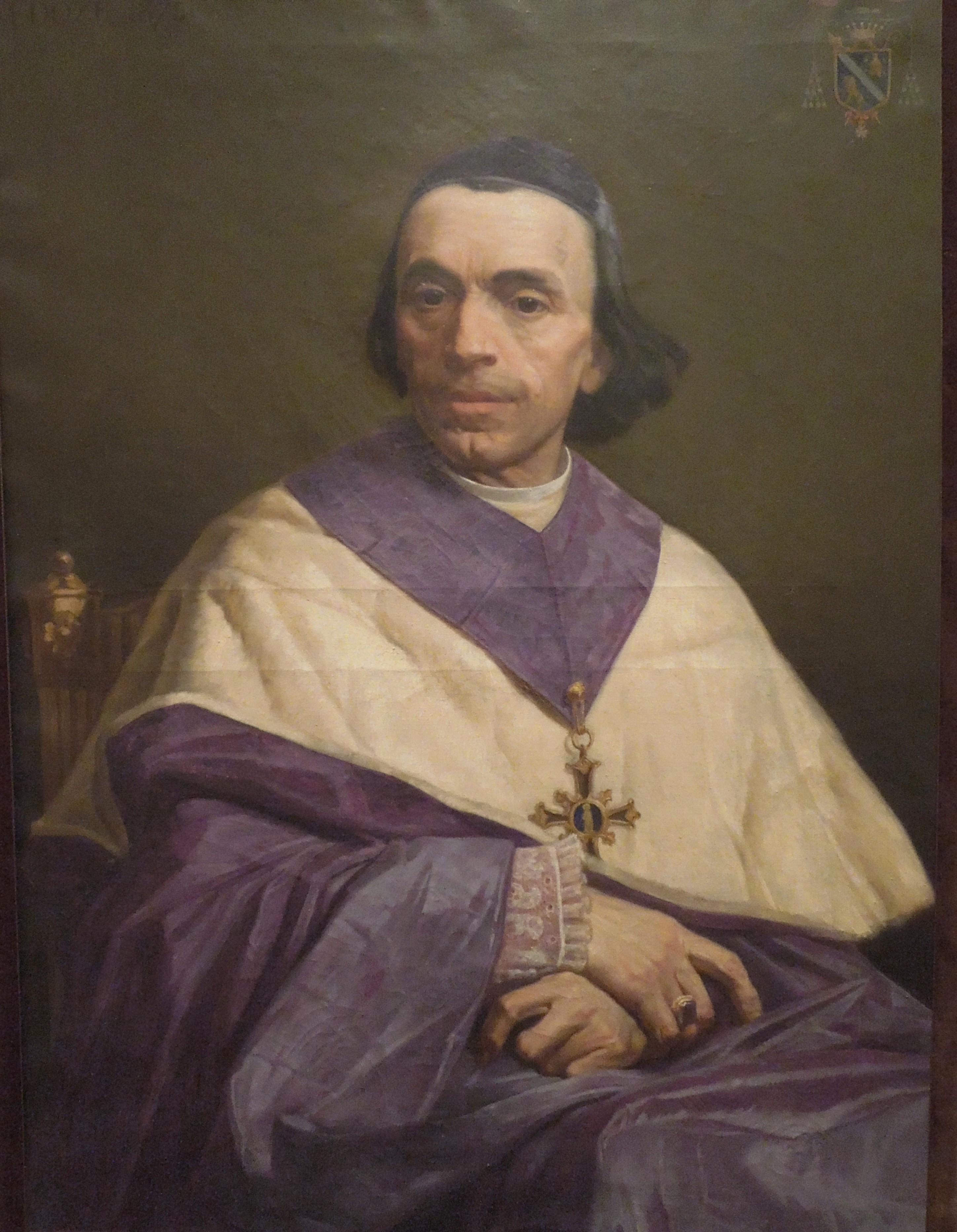
Musée du Vieux Nîmes, Mgr Claude-Henri Plantier.

## Hommage
Une rue de Nîmes porte son nom, au nord du mont Duplan et en intersection avec la rue Hippolyte Flandrin.